# Nea Ekklesia
La Nea Ekklēsia (in greco Νέα Ἐκκλησία?, Nuova Chiesa) era una chiesa costruita dall'imperatore bizantino Basilio I il Macedone a Costantinopoli tra gli anni 876-80. Fu la prima chiesa monumentale costruita nella capitale bizantina dopo la Basilica di Santa Sofia nel VI secolo e segna l'inizio del periodo centrale dell'architettura bizantina. Continuò a essere usata fino al periodo paleologo. Utilizzato come un deposito di polvere da sparo dagli Ottomani, l'edificio fu distrutto nel 1490 dopo essere stato colpito da un fulmine. Nell'uso comune, la chiesa è solitamente indicata come "La Nea".

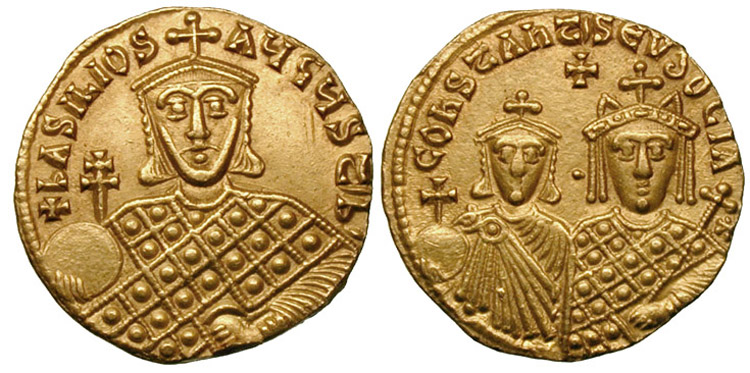
Solido d'oro dell'Imperatore Basilio I, con il figlio Costantino e l'imperatrice Eudocia Ingerina.

L'imperatore Basilio I fu il fondatore della dinastia macedone, quella di maggior successo nella storia bizantina. Basilio si considerava un restauratore dell'impero, un nuovo Giustiniano, e iniziò un grande programma di costruzione a Costantinopoli in emulazione con il suo grande predecessore. La Nea doveva essere la Basilica di Santa Sofia di Basilio, con il suo stesso nome, "Nuova Chiesa", che implica l'inizio di una nuova era.
La chiesa fu costruita sotto la supervisione personale di Basilio nell'angolo sud-orientale del complesso del Gran Palazzo, vicino alla posizione del precedente tzykanistērion (campo di polo). Basilio costruì un'altra chiesa nelle vicinanze, la "Theotokos di Pharos". La Nea fu consacrata il 1 ° maggio 880 dal patriarca Fozio e dedicata a Gesù Cristo, l'arcangelo Michele (nelle fonti successive, Gabriele), il profeta Elia (uno dei santi preferiti di Basilio), la Vergine Maria e San Nicola.
È indicativo delle intenzioni di Basilio riguardo a questa chiesa che essa venisse dotata di beni amministrati e proprietà dell'imperatore stesso, sul modello della Basilica di Santa Sofia. Durante il suo regno e quello dei suoi successori immediati, la Nea giocò un ruolo importante nelle cerimonie del palazzo, e - almeno fino al regno di Costantino VII - l'anniversario della sua consacrazione rimase una grande festa dinastica. A un certo punto, nel tardo XI secolo, essa fu trasformata in un monastero ed era conosciuta come il "Nuovo Monastero" (in greco Νέα Μονή?). L'imperatore Isacco II Angelo la spogliò di gran parte della sua decorazione, dei suoi mobili e vasi liturgici, [8] e li usò per restaurare la chiesa di San Michele ad Anaplous. L'edificio continuò ad essere utilizzato dai latini e sopravvisse durante il periodo paleologo fino a dopo la conquista ottomana della città. Gli ottomani la utilizzarono invece per la conservazione della polvere da sparo. Così nel 1490, quando l'edificio fu colpito da un fulmine, esso fu distrutto e successivamente demolito. Di conseguenza, le uniche informazioni che abbiamo sulla chiesa provengono da testimonianze letterarie, in particolare la Vita Basilii risalente alla metà del X secolo, nonché da alcune rappresentazioni rozze sulle mappe di Costantinopoli.

## Descrizione

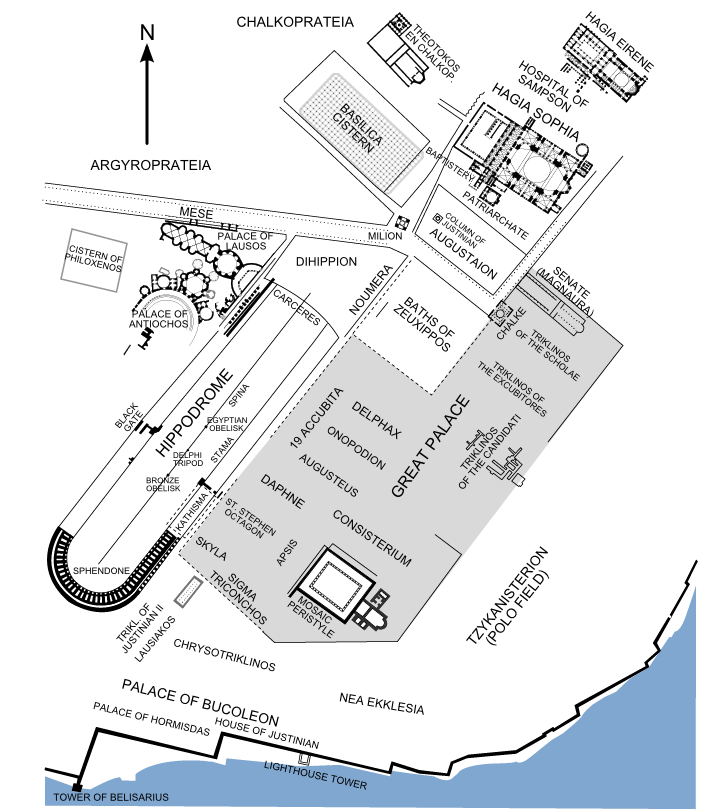
Mappa del quartiere del Gran Palazzo. La posizione approssimativa di Nea Ekklēsia è indicata all'estremità meridionale del complesso.

Come detto sopra, non si sa molto sui dettagli della struttura. La chiesa era sormontata da cinque cupole: la cupola centrale era dedicata a Cristo mentre le quattro più piccole ospitavano le cappelle degli altri quattro santi ai quali la chiesa era dedicata. La disposizione esatta delle cupole e il tipo di chiesa non sono chiari. La maggior parte degli studiosi ritiene che fosse stata una struttura a croce inscritta, simile alle più tarde chiese del Monastero del Myrelaion e di Lips. In effetti, l'uso diffuso di questo tipo in tutto il mondo ortodosso, dai Balcani alla Russia, è comunemente attribuito al prestigio di questo edificio imperiale. La chiesa rappresentò il coronamento del programma di costruzioni di Basilio, il quale non badò a spese per decorarla il più generosamente possibile: altre chiese e strutture nella capitale, incluso il mausoleo di Giustiniano, furono spogliate, e la flotta imperiale fu impiegata per trasportare il marmo per la sua costruzione, con il risultato che Siracusa, la principale roccaforte bizantina in Sicilia, fu lasciata senza rifornimenti e cadde in mano agli arabi. Il nipote di Basilio, l'imperatore Costantino VII Porfirogenito, fornisce la seguente descrizione della decorazione della chiesa in una ekphrasis elogiativa:
L'atrio del tempio si trovava davanti presso l'ingresso occidentale ed era decorato con due fontane di marmo e porfido. Due portici correvano lungo i lati settentrionale e meridionale della chiesa fino allo tzykanistērion: sul lato sud (meridionale) furono costruiti un tesoro e una sacrestia. A est del complesso della chiesa si trovava un giardino, noto come mesokēpion ("giardino centrale").

## Reliquie
Insieme all'oratorio di Santo Stefano nel Palazzo di Daphne e alla Chiesa della Vergine di Pharos, la Nea era il principale deposito di sacre reliquie nel palazzo imperiale. Queste includevano il mantello di montone del profeta Elia, la tavola di Abramo, dove egli si trovò a desinare tre angeli, il corno che il profeta Samuele aveva usato per ungere Davide e le reliquie di Costantino il Grande. Dopo il decimo secolo, altre reliquie furono trasferite lì da altri luoghi nel palazzo, inclusa la "verga di Mosè" proveniente dal Chrysotriklinos.